# Suphis inflatus
Suphis inflatus is een keversoort uit de familie diksprietwaterkevers (Noteridae). De wetenschappelijke naam van de soort werd in 1863 gepubliceerd door John Lawrence LeConte.